# Protorthodes lindrothi
Protorthodes lindrothi är en fjärilsart som beskrevs av Harry Krogerus 1954. Protorthodes lindrothi ingår i släktet Protorthodes och familjen nattflyn. Inga underarter finns listade i Catalogue of Life.